# Armand Guibert
Armand Guibert (* 11. März 1906 in Azas, Département Haute-Garonne; † 10. Juli 1990 in Saint-Sulpice-la-Pointe) war ein französischer Dichter, Herausgeber, Anglist, Romanist, Hispanist, Lusitanist und Übersetzer.

## Leben und Werk
Guibert besuchte bis 1922 das Gymnasium in Saint-Sulpice-la-Pointe. Dann studierte er Anglistik an der Universität Toulouse (Abschluss 1926) und war von 1926 bis 1928 Lektor für Französisch an der Universität Cambridge, ab 1929 Englischlehrer an Gymnasien in Tunis. Dort traf er auf Jean Amrouche und entfaltete eine reiche literarische Tätigkeit als Autor, Herausgeber und Übersetzer. 1941 kam er in Algier mit Albert Camus und Emmanuel Roblès zusammen. 1941 ging er nach Lissabon und entdeckte dort das Werk von Fernando Pessoa, für dessen Bekanntheit in Frankreich und in der Welt er Bedeutendes geleistet hat. Von 1944 bis 1945 unterrichtete er am Lycée Chateaubriand in Rom, ab 1945 am Lycée Charlemagne in Paris. Auch im Ruhestand (ab 1966) blieb er als Homme de lettres aktiv. Sein umfangreicher Nachlass befindet sich an der Universität Montpellier III im von Guy Dugas verwalteten Fonds Roblès-Patrimoine méditerranéen.

## Schriften

### Eigene Dichtung
- Transparence, Paris, Les Cahiers libres, 1926.
- Enfants de mon silence, Toulouse, Studio technique d’édition, 1931.
- Palimpsestes, Tunis, Editions de Mirages, 1933.
- Périple des îles tunisiennes, Tunis, Monomotapa, 1938 (Prosagedicht, preisgekrönt).
  - hrsg. von Alfred Eibel, Paris, l'Esprit des péninsules, 1999.
- Oiseau privé, Tunis, Editions Monomotapa, 1939; Paris, Belfond, 1984.
- Microcosmies, coll. « Oiseau Privé », Paris, 1969.
- Australes, coll. « Oiseau Privé », Paris, 1972.

### Monografien
- Rupert Brooke, Genua, Orfini, 1933 (Vorwort von Henri Fauconnier, 1879–1973).
- (mit anderen) Patrice de La Tour du Pin, Tunis, Mirages, 1934.
- Méditation sur un timbre-poste. Henri le Navigateur, Tunis, Monomotapa, 1940.
- Milosz, Villeneuve-les-Avignon, Seghers, 1942.
- Fernando Pessoa, Paris, P. Seghers,  1960, 1973, 1975.
- Léopold Sédar Senghor, Paris, Seghers, 1961; 8. Auflage 1986; (mit Nimrod) 2006.
- Léopold Sédar Senghor. L'homme et l'œuvre, Paris, Présence africaine, 1962.
- Jean Amrouche 1906-1962. Par un témoin de sa vie, Paris, Lachurié, 1986.

### Herausgeber und Übersetzer
- Aldo Capasso, A la nuit et autres poèmes, Tunis, Mirages, 1935 (Vorwort von Valéry Larbaud).
- (mit anderen) Federico Garcia Lorca, Chansons gitanes, Tunis, Mirages, 1935.
- Roy Campbell, Adamastor, Tunis, Mirages, 1936.
- (Hrsg.) Jean Bercher, Suite espagnole, Tunis, Mirages, 1937.
- Salvador Novo, Nouvel amour, Tunis, Mirages, 1937 (Original 1933).
- Érico Veríssimo, L'Inconnu, Paris, Plon, 1955.
- Merícia de Lemos (1913–1996), Rosa rosae, Paris, Seghers, 1959.
- Manuel Teixeira Gomes, Sabina Freire. Comédie en 3 actes, Paris, PUF, 1971.

#### Übersetzer von Fernando Pessoa
- Bureau de tabac et autres poèmes, Paris, Caractères, 1955, 2000.
- Ode maritime, Paris, Seghers, 1955; Saint-Clément-la-Rivière, Fata Morgana, 1980, 2013.
- Le Gardeur de troupeaux et les autres poèmes d'Alberto Caeiro, Paris, Gallimard, 1960, 1987, 1993.
- Ode triomphale et autres poèmes de Alvaro de Campos, Paris, Oswald, 1960.
- Poésies d'Alvaro de Campos. "Poesias de Álvaro de Campos", Paris, Gallimard, 1968, 1987 (zweisprachig).
- Visage avec masques, Lausanne, Eibel, 1978; Paris, Méréal, 1996.
- Antinoüs, Montpellier, Fata Morgana, 1979, 1991.